# رومان غونزاليس (ملاكم)
رومان غونزاليس (بالإسبانية: Román González)‏ مواليد 17 يونيو 1987 في ماناغوا، هو ملاكم محترف نيكاراغوي يصنف ضمن فئة وزن الذبابة. حقق بطولة رابطة الملاكمة العالمية وبطولة المجلس العالمي للملاكمة.

## إحصائيات
خاض خلال مسيرته 46 نزالا، فاز في 46 ولم يخسر. فاز بالضربة القاضية في 38 نزالا.

## وصلات خارجية
- رومان غونزاليس على موقع بوكس ريك (الإنجليزية) (registration required)

- الموقع الرسمي